# Národní centrum tkání a buněk
Národní centrum tkání a buněk a.s. je společnost, která sídlí v brněnských Bohunicích, zaměřená na vývoj a výrobu léčivých přípravků využívajících autologní lidské buňky. Laboratoře Národního centra tkání a buněk byly dokončeny ve druhé polovině roku 2011. Součástí centra je také banka pupečníkové krve a zpracování lidských tkání využívaných převážně v ortopedii, chirurgii a očním lékařství. V současné době spolupracuje s téměř 90 zdravotnickými zařízeními v České republice a zahraničí, především v oblastech regenerativní medicíny, buněčné terapie a tkáňového inženýrství.

## Historie
Národní centrum tkání a buněk bylo založeno v roce 2009. Následně Rozhodnutím vlády České republiky č. 617/2009 nabyl stát dne 29. 6. 2009 prostřednictvím Ministerstva zdravotnictví ČR akcie společnosti ve výši 24 %, za které zaplatil nominální hodnotu 3 360 000 Kč. Hlavním důvodem vzniku společnosti byla potřeba udržet soběstačnost České republiky v oblasti tkání a buněk na špičkové úrovni v souladu s platnou evropskou legislativou a nutnost dále rozvíjet léčivé přípravky pro moderní terapii. Tato spolupráce vyústila ve vybudování špičkových výrobních laboratoří, které se řadí mezi světovou špičku.
Centrum vzniklo v těsné blízkosti Univerzitního kampusu Masarykovy univerzity v Brně a je první biotechnologickou společností se sídlem v jihomoravské metropoli. Svým působením pomáhá prokázat schopnost nejen města Brna,  nýbrž celého Jihomoravského kraje a realizovat rozsáhlé projekty vědy, výzkumu a inovací mezi vysokými školami a nemocnicemi na straně jedné a soukromými společnostmi na straně druhé. Dne 28. 6. 2011 společnost zkolaudovala nové laboratorní prostory v Campus Science Park v Brně-Bohunicích. Pro svou činnost využívá společnost špičkové zázemí v podobě moderních laboratoří a přístrojového vybavení nové generace (izolátorové technologie, superčisté prostory, nanotechnologické pracoviště). Veškeré provozy, zařízení a technologie byly designovány a zprovozněny týmem specialistů Národního centra tkání a buněk. Ten sestává z 35 klíčových kmenových specialistů a dalších zhruba 600 osob spolupracujících s laboratořemi externě.

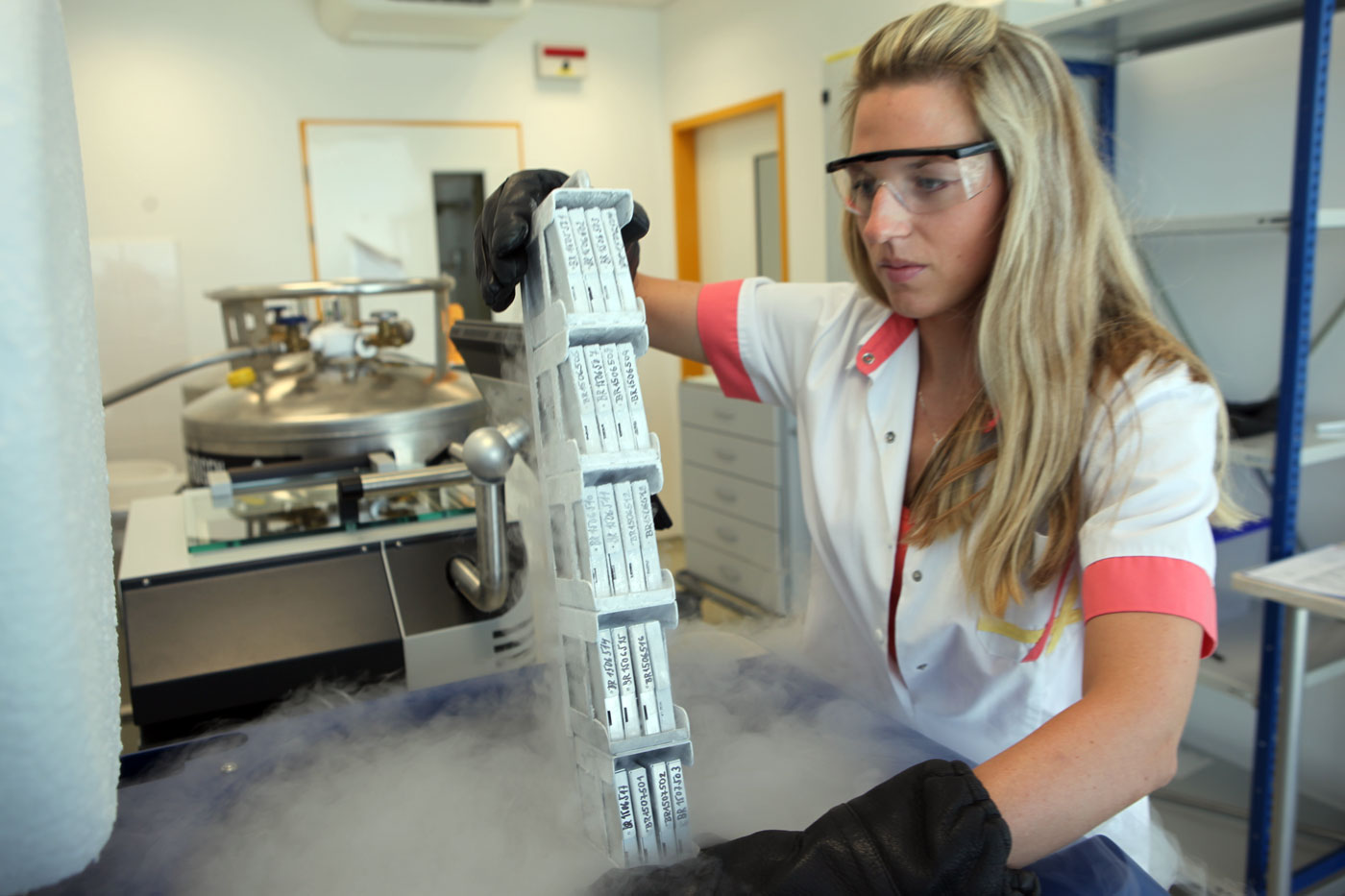
Kryobanka pro uchování lidských buněk a pupečníkové krve
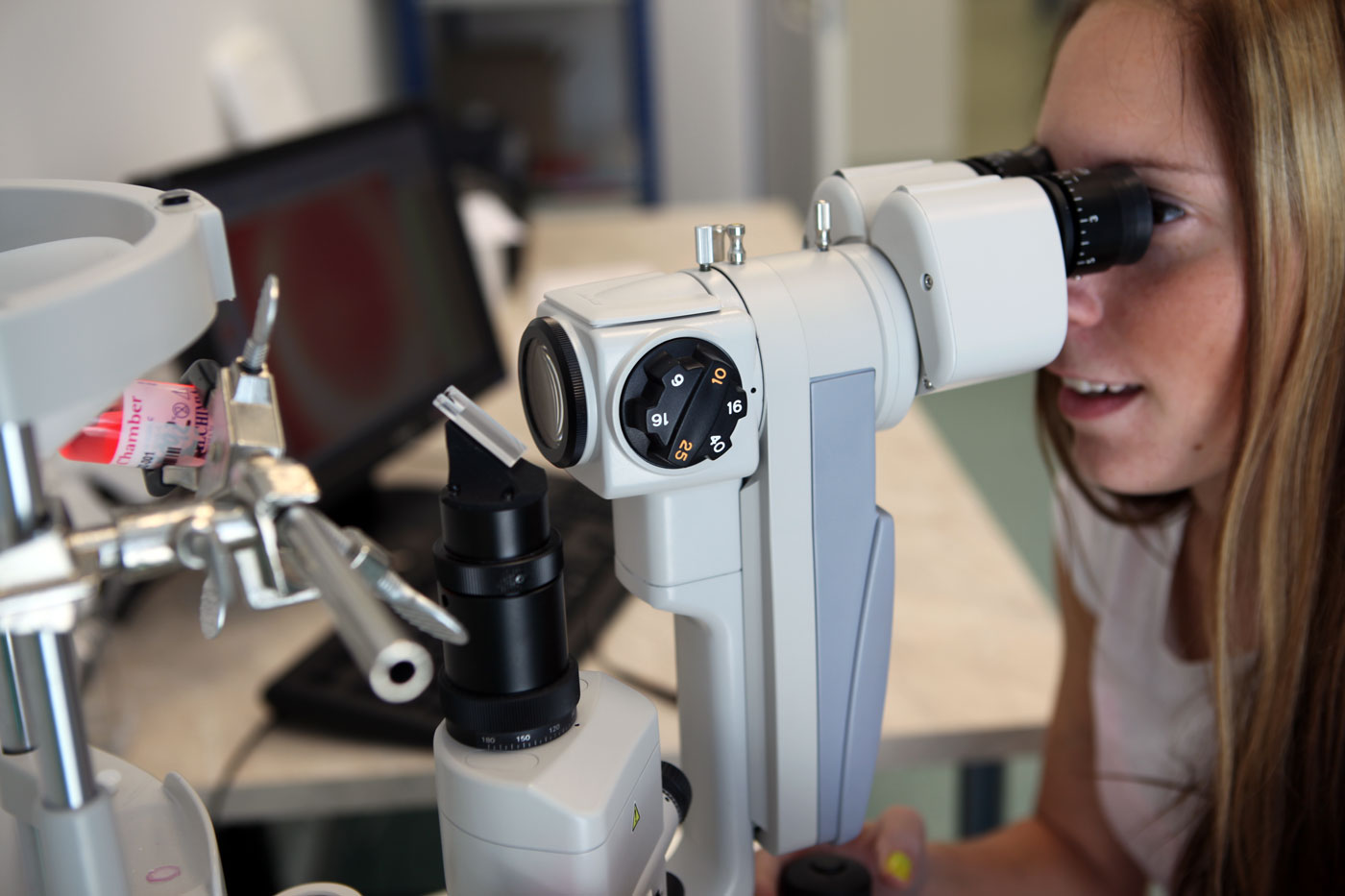
Kontrola rohovky
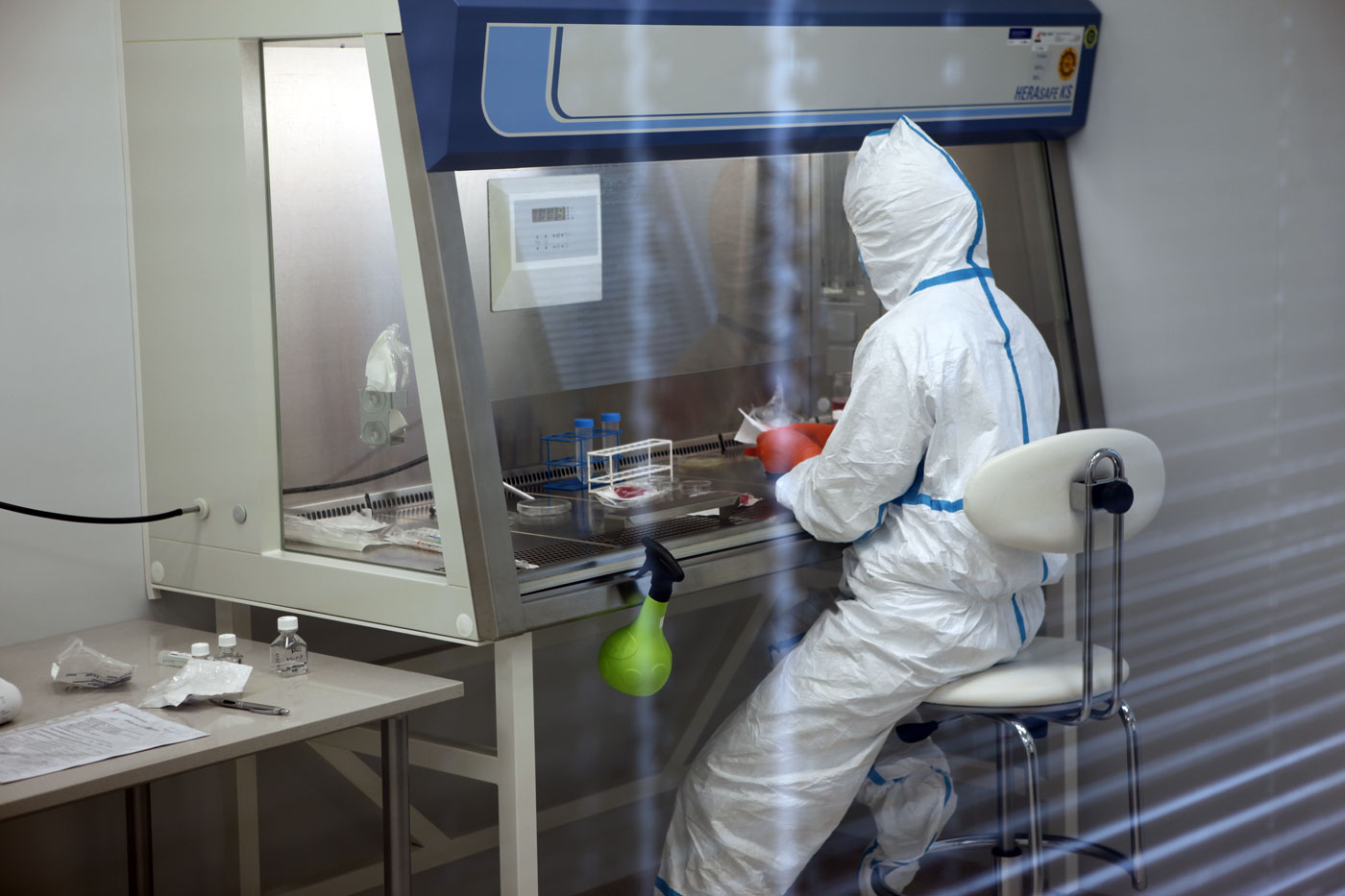
Superčisté prostory a kultivace chondrocytů na nosiči

V listopadu 2011 společnost absolvovala náročné inspekce ze strany Státního ústavu pro kontrolu léčiv, na jejichž základě pak získala Certifikát pro výrobu léčivých přípravků (GMP certifikát, Certifikát Správné výrobní praxe) a také Povolení k činnosti tkáňového zařízení. V současné době spolupracuje s téměř 90 zdravotnickými zařízeními v České republice a zahraničí, především v oblastech regenerativní medicíny, buněčné terapie a tkáňového inženýrství.

## Organizační struktura
Národní centrum tkání a buněk a.s. je akciovou společností řízenou představenstvem společnosti a kontrolovanou dozorčí radou. Nejvyšším orgánem společnosti je valná hromada, kterou tvoří akcionáři (PrimeCell Therapeutics a.s. a Ministerstvo zdravotnictví České republiky).
Centrum je rozděleno do čtyř oddělení, které se zaměřují na jednotlivé specializace: oddělení moderní terapie, oddělení buněčné terapie (oddělení pro pupečníkovou krev), oddělení tkáňového inženýrství a oddělení materiálového inženýrství. V každém oddělení pracují odborníci se speciálním vzděláním, specifickým zaměřením a dlouholetými zkušenostmi v daném oboru. Spolupráce jednotlivých úseků zabezpečuje vysokou kvalitu a bezpečnost výsledných produktů – buněk, tkání a léčivých přípravků pro oblast regenerativní medicíny.

## Výzkum a vývoj specializovaných oddělení
Národní centrum tkání a buněk se zabývá výzkumem a vývojem nových produktů ve všech oblastech svého zaměření. Předností Národního centra tkání a buněk je důraz na transfer technologií z oblasti vědy a výzkumu do praxe.
- Oddělení moderních terapií se věnuje především oblasti ortopedie. V současné době je hlavním produktem léčivý přípravek z vlastních buněk pacienta (chondrocytů). V České republice je zároveň prvním léčivým přípravkem, který je zařazen do klinické studie s následnou centralizovanou registrací v rámci Evropské unie.
- Oddělení buněčné terapie se věnuje vývoji produktů pro léčbu špatně se hojících ran a buněčných přípravků pro estetickou chirurgii. Součástí je také banka pupečníkové krve.
- Oddělení materiálového inženýrství je zaměřeno na vývoj nanovlákenných nosičů pro použití v humánní medicíně. V prostorách tohoto oddělení je umístěna první nanolinka s technologií NanoSpider™ vyrobená pro přípravu nanomateriálů vhodných pro zdravotnictví.
- Oddělení tkáňových transplantátů připravuje tkáňové transplantáty navržené dle požadavků lékařů ve špičkové kvalitě s důrazem na bezpečnost produktu pro příjemce.

## Kvalita a certifikáty
- Správná výrobní praxe – GMP certifikát (SÚKL)
- Cena Inovace roku 2012
- Systém managementu kvality – ISO 9001
- Certifikát o povolení tkáňového zařízení (SÚKL)
- Certifikát o povolení k výrobě léčivých přípravků (SÚKL)